# Tressor Moreno
Malher Tressor Moreno Baldrich (Riosucio, 11 de janeiro de 1979) é um futebolista colombiano que atua como meia. 

## Carreira

### Alianza Lima
Tressor Moreno começou sua carreira nos escalões jovens de Tuluá Colômbia. Em 1999, emigrou para o Peru e fez sua estreia profissional com o Alianza Lima do Peru. Embora com Alianza Lima, ele apareceu em 40 partidas e marcou 16 gols, formando o ataque com Claudio Pizarro. Durante seu tempo com Alianza Moreno foi considerado como um dos melhores jogadores estrangeiros que jogaram no Peru.

### Atlético Nacional
Na temporada seguinte voltou à Colômbia com o Atletico Nacional e teve mais uma temporada produtiva aparecendo em 34 partidas da liga e marcou 11 vezes e ajudar Nacional para capturar a Copa Merconorte 2000. Como resultado de seu jogo com o Nacional, Moreno começou a desenhar o interesse de clubes europeus e em 2000 foi vendido ao FC Metz, na França.

### FC Metz, América de Cali e Independiente Medellín
Em 2002, Moreno voltou a Colômbia como Metz lhe emprestou para o América de Cali. Embora com a América, Tressor ajudou o seu clube ao título do Apertura de 2002. Para a temporada 2002 Moreno foi emprestado ao Independiente Medellín e ajudou o seu clube ganhar o título Torneio Finalización. Moreno voltou para a França para a temporada de 2003-04, e embora ele não teve muito sucesso com o FC Metz, ele ajudou o clube evitar o rebaixamento.

### Once Caldas
Uma vez que seu contrato com o Metz terminou, ele voltou para a Colômbia e tocou para Once Caldas e uma vez para as próximas temporadas.

### Necaxa
Em 2005, ele seria embarcar em uma carreira muito produtiva no México juntar Necaxa. Ele foi umas das estrelas do Necaxa durante a temporada 05/06 aparecendo em 29 jogos e marcando 5 gols.

### Veracruz
A temporada seguinte, ele iria se transferiu Veracruz e teve outra bela temporada aparecendo em 30 partidas do campeonato e marcando 8 gols.

### San Luis
Em 2007, ele se transferiu a San Luis e desfrutar de um sucesso sem precedentes com o clube ajudando-os a um nascimento Copa Sul-Americana em 2008 e uma Copa Libertadores o nascimento em 2009. Embora com o San Luis, Moreno apareceu em 89 partidas e marcou 16 gols. Em janeiro de 2010 Chacarita Juniors esteve próxima de assinar o meia-atacante colombiano emprestado pelo San Luis, mas o movimento não se concretizou, finalmente, e se juntou a Moreno Independiente Medellín. 

### Bahia
Ele se transferiu para Bahia em 8 de fevereiro de 2011. Em 2 de março de 2011 marcou o seu primeiro gol com a camisa do tricolor, na partida contra o Ipitanga..

### San Jose Eartquakes
No dia 2 de Fevereiro de 2012, Moreno se transferiu para o San José Earthquakes.

### Nacional / Am
Em 2016, foi contratado pelo clube brasileiro Nacional Futebol Clube http://www.nacionalfc.com.br/noticias/tressor-moreno-novo-reforco-nacional/.

## Seleção Colombiana
Ele jogou pela Colômbia na Copa Ouro CONCACAF 2005 e foi nomeado um dos melhores jogadores do torneio.

### Gols pela Colômbia
| # | Data                | Local                                    | Adversário | Gol | Resultado | Competição                |
| - | ------------------- | ---------------------------------------- | ---------- | --- | --------- | ------------------------- |
| 1 | 6 de junho de 2004  | Metropolitano Roberto Meléndez, Colombia | Uruguai    | 2–0 | 5–0       | Clasificação Mundial 2006 |
| 2 | 27 de junho de 2004 | Orange Bowl, Estados Unidos              | Argentina  | 1–0 | 2–0       | Amistoso                  |
| 3 | 6 de julho de 2004  | Nacional do Peru, Peru                   | Venezuela  | 1–0 | 1–0       | Copa América 2004         |
| 4 | 17 de julho de 2004 | Mansiche, Peru                           | Costa Rica | 2–0 | 2–0       | Copa América 2004         |
| 5 | 8 de junho de 2005  | Metropolitano Roberto Meléndez, Colombia | Equador    | 1–0 | 3–0       | Clasificação Mundial 2006 |
| 6 | 8 de junho de 2005  | Metropolitano Roberto Meléndez, Colombia | Equador    | 2–0 | 3–0       | Clasificação Mundial 2006 |
| 7 | 10 de julho de 2005 | Orange Bowl, Estados Unidos              | Honduras   | 1–0 | 1–2       | Copa Ouro 2005            |

## Títulos
Alianza Lima
- Clausura: 1999

Atlético Nacional
- Copa Merconorte: 2000

América de Cali
- Apertura: 2002

Independiente Medellín
- Torneio Finalización: 2002

## Prêmios Individuais
Seleção Colombiana
- Copa Ouro da CONCACAF: 2005 - BEST XI